# Monumento di Enea Cocchi
Il Monumento di Enea Cocchi è un'opera scultorea di Carlo Monari, considerato tra i monumenti di maggior pregio presenti nel cimitero monumentale della Certosa di Bologna e rappresentativo del verismo borghese post-unitario a Bologna.

## Storia

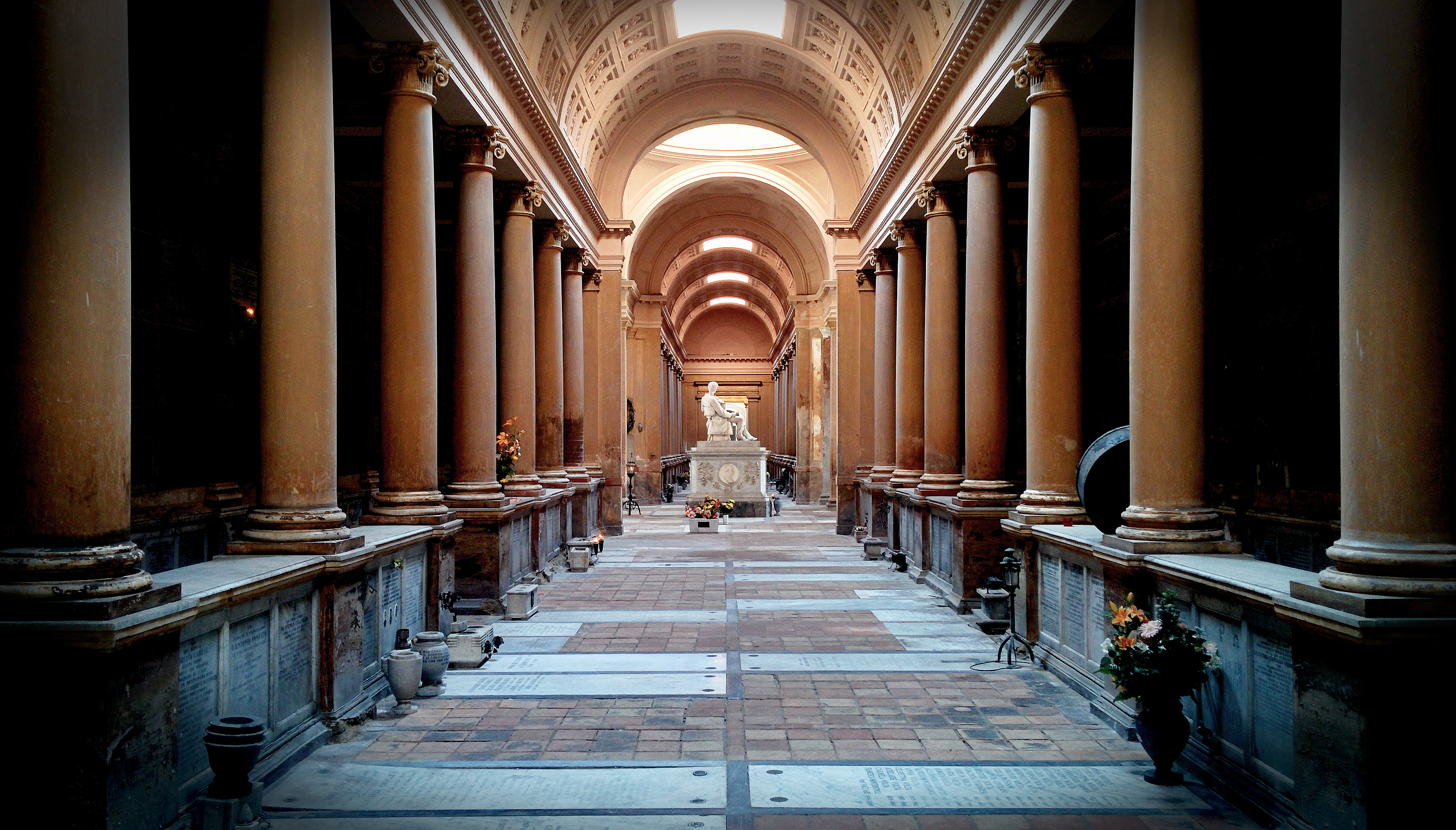
Il monumento Cocchi domina il quadrato d'incrocio della Galleria a Tre Navate

L'opera fu realizzata nel 1868 da Carlo Monari, allievo di Cincinnato Baruzzi e tra i massimi esponenti della scultura Otto Novecentesca in ambito bolognese. 
Nel 1885 la statua fu spostata dal muro perimetrale della Galleria a Tre Navate al centro della galleria, sua attuale collocazione. Scolpito a tutto tondo, il monumento è posto sotto la grande cupola centrale, all'incrocio tra il transetto centrale e la nave, rappresentandone il fulcro prospettico.
Con il monumento Cocchi, Carlo Monari è l'antesignano del realismo borghese che si diffonderà nella scultura funeraria in Certosa a partire dagli anni ottanta dell'Ottocento.

## Descrizione

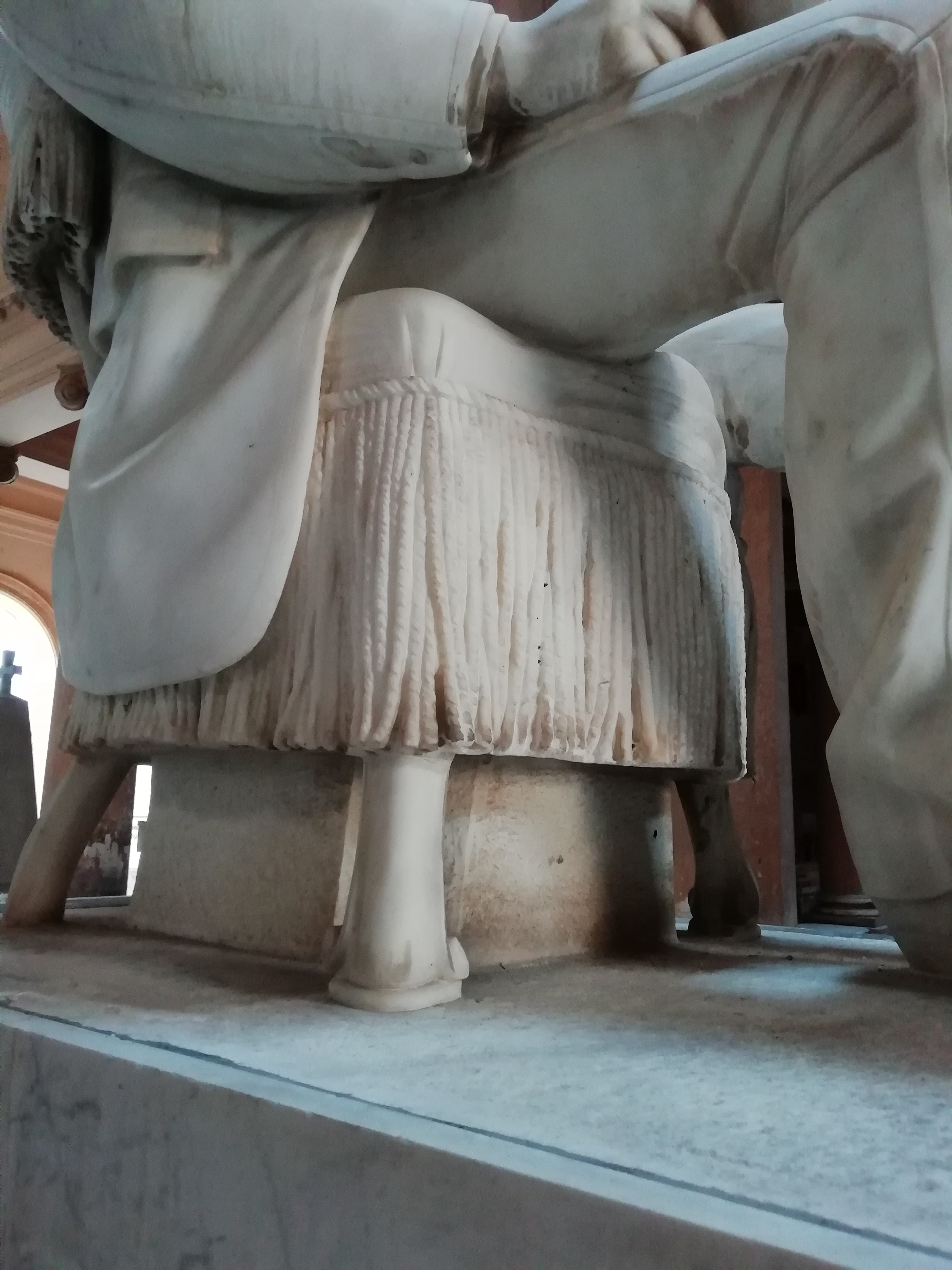
Dettaglio verista delle frange della poltroncina

Il Monumento a Enea Cocchi è uno dei primi lavori di Monari, che per questo ritratto in stile verista si ispira ai monumenti a Cavour e a Carlo Raggio di Augusto Rivalta.
Evitando i simboli religiosi e le allegorie neoclassiche ampiamente rappresentate nel cimitero, la scultura in marmo ritrae con grande sensibilità il giovane Enea Cocchi, morto prematuramente all'età di 18 anni. 
Il giovane è raffigurato in abiti sontuosi e in posa disinvolta, un accenno di sorriso sulle labbra. Si può notare, all'interno del panciotto, un orologio da taschino, oggetto tipico dell'epoca. Il giovinetto tiene un libro nella mano destra appoggiata sulla gamba, con il gesto di chi l'abbia appena chiuso durante la lettura: l'indice conserva il segno della pagina. Il virtuosismo del Monari si ritrova anche nella poltroncina, le cui frange sono scolpite con precisione nei dettagli.
L'epigrafe, posta sul basamento, recita: «Qui riposa Enea Cocchi, giovanetto di cuore generoso d'ingegno svegliato, speranza e gioia di sua famiglia, rapito diciottenne il 1º luglio 1867 all'amore dei suoi».
Ai lati del basamento si trovano anche i ritratti dei genitori in rilievo.